# 헨릭 그로스만
헨릭 그로스만(Henryk Grossman)(대안 철자: Henryk Grossmann; 1881년 4월 14일 – 1950년 11월 24일)은 폴란드와 독일에서 활동했던 폴란드 경제학자이자, 역사학자, 마르크스주의자이다.
그로스만의 정치경제학 이론에 있어서의 주요 공헌은 마르크스주의 위기 이론(Marxian crisis theory; 붕괴론) 연구 저서인 『자본주의 체계의 축적과 붕괴 법칙: 동시에 위기이론』(The Law of Accumulation and Breakdown of the Capitalist System)이다. 이 저서는 1929년의 주식 시장 붕괴 몇 달 전에 라이프치히에서 출판되었다.

## 생애
헨리크 그로스만은 지금의 폴란드 크라쿠프(Kraków)에서 유태인 사업가의 아들로 태어났다. 그는 청소년기부터 사회주의 사상을 받아들이고 사회주의 정당에 가입하여 대학생 때부터 본격적으로 노동자들을 조직하는 운동에 뛰어들었다. 1908년에 폴란드에서의 정치 활동을 청산하고 오스트리아 빈으로 이주하여 법률가로 일하면서 그를 오스트리아로 불러들인 그륀베르크 교수의 지도하에 통계학과 경제학을 공부했다. 제1차 세계대전에 징집되어 경제 및 통계 분야 고문관으로 폴란드 지역에서 복무했다. 전쟁 후에 바르샤바로 가서 폴란드 중앙통계청의 고위 공무원으로 일했다. 1922년부터 폴란드 자유대학과 인민대학에서 교수로 일했다. 1923년부터 폴란드의 경제가 위기에 처하고 정치 상황이 불안해지면서 1925년까지 정치적인 이유로 다섯 차례나 체포, 투옥되었다. 1925년에 그륀베르크의 주선으로 독일 프랑크푸르트로 가서 프랑크푸르트학파의 본거지로 알려진 사회조사연구소(IfS)에 합류한다. 그 이후 정치 활동을 그만두고 연구에 전념하여 경제학 분야의 많은 저술을 내놓았다. 1933년에 히틀러가 집권하면서 사회조사연구소는 스위스를 거쳐 미국 뉴욕으로 이전하고 그로스만도 프랑스 파리, 영국 런던을 거쳐 미국으로 망명했다. 미국에서 연구 활동을 계속하면서 사회조사연구소로부터 1944년도에 해고당하게 된다. 동독 중앙교육청의 해외학자 초청프로그램으로 독일의 라이프치히 대학 교수로 돌아와서 1950년에 사망할 때까지 후진 양성을 했다.

## 추가 문헌
- 헨릭 그로스만 지음, 임필수 번역, 《자본주의 체계의 축적과 붕괴 법칙: 동시에 위기이론》, 도서출판 실크로드, 2021.

## 같이 보기
- 재생산
- 자본 축적
- 위기론
- 이윤율의 경향적 저하 법칙
- 잉여가치
- 자본의 유기적 구성
- 크리스 하먼